# 5公里跑
5公里跑是一項長距離公路跑步比賽，全程距離為五公里（約3.107英里），也被稱為5公里公路賽或簡稱5K，是最常見的公路跑步距離中最短的一項。通常它與5000公尺田徑賽跑項目區分開來，因為其距離是以公里而非公尺來表示。
在公路跑步賽事中，5公里距離特別受到初學者或不常跑步者的歡迎，因為相對來說，這個距離不需要經過耐力訓練就能完成。5公里跑也適合那些希望改善或維持一般身體健康狀況，而非培養長跑能力的人。由於距離較短，參與者不需要花費太多時間，且適合各個年齡層和能力水平的人參加。從生理學角度來看，五公里屬於耐力跑步的低端範圍。
此項運動的簡便性、低參與成本與中等運動強度特性，使其成為醫療機構專業人員推薦的入門級鍛鍊項目。規律參與5公里跑能有效提升心血管機能並降低體脂率，此效益與多數有氧運動原理相通。值得注意的是，此類跑步活動同時具有調節心理狀態的作用，例如透過刺激內源性大麻素分泌誘發的「跑者愉悅」（Runner's High），這現象已獲運動科學研究證實。

## 項目
與多數公路賽事相似，具規模的5公里路跑常結合公益性質的慈善跑步元素。參賽者可選擇簽署「完賽捐贈」條款，將個人完賽成果轉化為指定慈善機構的募款依據，此機制通常以自願參與為原則，與純粹以休閒娛樂為動機的跑者並存。此距離在女性運動參與中展現特殊吸引力。根據美國路跑協會2012年度報告統計，5公里賽事女性參賽比例達58%，此現象與女性在整體體育活動（特別是長距離賽事）的傳統參與模式形成顯著反差——同份研究指出，馬拉松等長程賽事仍呈現男性主導的性別分佈特徵。此差異可能源自多種社會因素：  
- 賽事設計：專屬女性路跑活動（如年度粉紅絲帶公益路跑）多採用5公里作為標準距離
- 社交屬性：中短程賽事更易結合團體報名、主題裝扮等社群互動元素
- 訓練門檻：相較於長距離賽事所需的週期化訓練，5公里更符合職業女性時間管理需求

美國5公里路跑產業呈現鮮明的雙軌化發展。以芝加哥熱巧克力5K（年參賽逾2萬人）與邁阿密梅賽德斯-奔馳企業跑（1.6萬人）為代表的商業賽事，透過主題包裝（如甜點補給站）與企業贊助形成獨特賽事經濟模式，展現商業社群動員潛力。2012年全美路跑規模排行榜中，熱巧克力5K更躋身全距離級別第20名，顯示中短程賽事在群眾參與度上可與傳統馬拉松抗衡。全球化浪潮下，彩色路跑（The Color Run）與parkrun系列重新定義大眾參與形態。彩色路跑跨國巡迴的特質，透過彩色粉末噴灑將跑步轉化為都市嘉年華，其遊戲化設計甚至吸引非傳統跑步族群；源自英國的parkrun則建立免費週末賽事網絡，以志工自治模式滲透社區，證明低門檻常態化運作的可持續性。這兩種模式雖形態迥異，卻共同揭示路跑運動的平民化轉向：當跑步從競技場解放，便自然衍生出文化創意與社會資本的增殖路徑。
儘管卡爾斯巴德5000（Carlsbad 5000）曾見證多次公路五公里世界最佳成績，國際田徑總會直至2018年才正式承認該距離的世界紀錄，制度性認可的遲滯深刻影響職業發展，多數頂尖選手仍專注田徑場內的5000公尺項目，僅有頂尖女性選手參加如美國Freihofer女子路跑賽與義大利BOClassic。
由於缺乏官方世錦賽的機制，與長距離公路賽的賽事體系形成落差；區域實驗如北美五公里錦標賽（2002-2005）的中途夭折，揭示商業化運作的現實瓶頸；即便英美建立國家級錦標賽，仍難突破跨國積分系統的缺失。此種困境恰映射出路跑運動的深層悖論：當五公里憑藉低門檻成為大眾健身首選，其競技價值卻在商業贊助與媒體曝光雙重擠壓下持續邊緣化。

## 紀錄
2017年11月，國際田徑總會正式將5公里公路賽納入世界紀錄認證體系，男子需突破13分10秒、女子需低於14分45秒的成績，方能在2018年1月1日後獲得首波官方認證。此標準並非偶然——數據顯示，頂尖田徑場5000公尺選手轉戰公路賽時，因路面坡度與氣候變因，成績通常落差約15至30秒，門檻設定實則隱含「公路/田徑雙軌競技平衡」的治理思維。
這項制度變革引發連鎖效應。道路賽事統計權威機構「路跑統計協會」（ARRS）長期以來獨立追蹤公路5公里最佳成績，其數據庫成為過渡期的替代性認證參考。各國田徑協會更紛紛將公路5公里納入國家紀錄體系，例如日本陸上競技連盟在2019年修訂紀錄認定規則，將公路與田徑場成績並列呈現，此舉直接刺激企業隊與大學跑團調整訓練週期，爭奪雙軌賽事積分。